# Гальперин, Пётр Яковлевич
Пётр Я́ковлевич Гальпе́рин (2 октября 1902, Тамбов — 25 марта 1988, Москва) — советский психолог, заслуженный деятель науки РСФСР (1980). Доктор педагогических наук (1966), профессор (1967). Лауреат премии Президента Российской Федерации в области образования (1997, посмертно).

## Биография
Окончил Харьковский медицинский институт (1926). В 1926—1941 годах работал в Украинской психоневрологической академии (Харьков), вел педагогическую работу в Харькове и Донецке (Сталино), активно участвовал в работе Харьковской группы психологов (А. Н. Леонтьев, А. В. Запорожец, Л. И. Божович, П. И. Зинченко, В. И. Аснин и др.).
С января 1933 года начал читать курсы диалектического и исторического материализма в Институте кадров психоневрологической академии, позднее читал лекции по истории психологии в педагогическом институте.
Кандидатская диссертация Психологическое отличие орудий человека от вспомогательных средств животного (Харьков, 1936). Учёная степень кандидата медицинских наук была присуждена ВАК СССР в 1938 году, c 1940 года — доцент кафедры педагогики. В 1938 году вёл курс общей психологии на факультете иностранных языков и физико-математическом факультете Кременчугского учительского института. С 1939 до августа 1941 года исполнял обязанности заведующего кафедрой педагогики в Сталинском государственном педагогическом институте.
В 1941—1943 годах — в Красной Армии, начальник лечебной части эвакогоспиталя (Кауровский восстановительный госпиталь, Свердловская область). С октября 1943 года — в МГУ им. М. В. Ломоносова; доцент кафедры психологии философского факультета (с 1946), профессор (с 1966 г.), заведующий кафедрой детской (возрастной) психологии факультета психологии (с 1971 г.), профессор-консультант (с 1983 г.).
28 мая 1965 года защитил диссертацию на соискание учёной степени доктора педагогических наук (по психологии) по совокупности опубликованных работ, объединённых темой «Формирование умственных действий и понятий». Внешний отзыв был подготовлен кафедрой психологии Ленинградского государственного университета имени А. А. Жданова и подписан заведующим кафедрой Б. Г. Ананьевым. На защите выступили официальные оппоненты, Б. М. Теплов и А. А. Смирнов, был заслушан отзыв Г. С. Костюка. В ходе тайного голосования из 16 присутствовавших на заседании членов учёного совета «за» проголосовали 12, «против» — 3, один бюллетень оказался недействительным. Учёная степень доктора педагогических наук (по психологии) была присуждена Гальперину решением ВАК от 22 января 1966 года. 12 июля 1967 года утверждён в учёном звании профессора. В 1967 году возглавил Лабораторию онтогенетического развития (генетической психологии) МГУ.
Похоронен в Москве на Востряковском кладбище.

## Научный вклад
Ввёл в деятельностную психологию систематическую разработку ориентировки к будущему действию и создал на этой основе теорию поэтапного формирования умственных действий, также создал деятельную теорию усвоения. Гальперин П. Я. разграничил две части осваиваемого предметного действия: его понимание (ориентировочная часть) и умение его выполнять (исполнительная часть). Автор придавал особое значение ориентировочной части, считая ее «управляющей инстанцией».

## Основные публикации
- Психологическое отличие орудий человека от вспомогательных средств животного. Кандидатская диссертация.- Харьков, 1937.
- Об установке в мышлении // Труды республиканской конференции по педагогике и психологии. — Киев, 1941. (укр. яз.)
- К вопросу о внутренней речи // Доклады АПН РСФСР. — 1957. — № 4. idem Архивная копия от 26 декабря 2007 на Wayback Machine, idem Архивная копия от 11 января 2008 на Wayback Machine
- Развитие исследований по формированию умственных действий // Психологическая наука в СССР. — М., 1959. — Т. 1.
- Гальперин П. Я. Основные результаты исследований по проблеме «формирование умственных действий и понятий» : Доклад на соискание учен. степени д-ра пед. наук (по психологии) по совокупности работ. — М.: Б. и., 1965. — 51 с.
- Гальперин П. Я. Психология мышления и учение о поэтапном формировании умственных действий. — Исследования мышления в советской психологии. М., 1966
- Гальперин П. Я. Введение в психологию. — М.: Изд-во Моск. ун-та, 1976. — 150 с.
- Экспериментальное исследование внимания. М., 1974 (в соавт.);
- Гальперин П. Я. Введение в психологию. — М., 1976.
- Актуальные проблемы возрастной психологии. М., 1978;
- Методы обучения и умственное развитие ребенка. М., 1985;
- Психология как объективная наука. М., 1995.
- К проблеме внимания